# 유로비전 송 콘테스트 2015
유로비전 송 콘테스트 2015는 제60회 유로비전 송 콘테스트으로, 덴마크 코펜하겐에서 열린 유로비전 송 콘테스트 2014에서 콘치타 부르스트가 우승함에 따라 오스트리아에서 개최된다. 2014년 8월 6일 오스트리아의 공영방송사 ORF는 빈의 비너 슈타탈레를 개최지로 발표하였다. 특별 초청된 오스트레일리아와 키프로스, 체코, 세르비아가 복귀하면 총 40개국이 참가하게 된다. 하지만 전년도 참가국인 우크라이나는 정치적, 재정적 이유로 불참하게 되었다.
스웨덴이 몬스 셀멜뢰브의 "Heroes"로 우승하면서, 21세기 들어 처음으로 2회 우승한 것으로 기록되었다. 한편 독일과 오스트리아는 2003년 이후 처음으로 결승전에서 무득점을 기록하여, 오스트리아는 무득점을 기록한 첫 개최국이자, 1958년 대회 이후 처음으로 개최국 겸 전년도 대회 우승국이 최하위를 기록한 국가가 되었다.

## 장소 선정
장소 1차 선정에서 벨스, 오버바르트, 클라겐푸르트가 탈락하고, 최종 선정에서 그라츠, 인스부르크, 빈(비엔나) 중 빈의 비너 슈타탈레가 선정되었다.

## 참가국

준결승전 1 참가국
준결승전 1 투표참가국
준결승전 2 참가국
준결승전 2 투표참가국
양 준결승전 투표참가국 (오스트레일리아)

### 오스트레일리아 초청
2015년 2월 10일 EBU는 오랜기간 오스트레일리아에서 유로비전을 방영해 온 방송사 SBS를 대표로 유로비전 참가에 초청했다. 오스트레일리아 참가를 둘러싼 특수한 조건 아래, 준결승전 참가국의 결승 진출 가능성을 낮추지 않기 위해 오스트레일리아는 별도의 사전심사 없이 결승에 진출하게 된다. 오스트레일리아의 참가는 대회 60주년을 기념하며, 오스트레일리아 내 유로비전에 대한 인기를 감안해 일회성 성격으로 결정되었다. 만일 오스트레일리아가 대회에서 우승할 경우 2016년 대회에 다시 참가할 수 있게 되며, 대회는 SBS에 의해 조직되지만 해당 방송사에서 선택한 유럽 도시에서 개최되게 된다. EBU는 향후 대회에서 이와 유사하게 외부 국가들을 추대할 수 있는 가능성에 대해서도 고려하고 있다. 오스트레일리아의 참가로 결승 참가국은 총 27개국이 되며, 이는 대회 역사상 한 결승전에 가장 많은 참가국수로 기록될 예정이다. 이는 또한 오세아니아 지역 국가의 첫 대회 참가로 기록될 예정이다.

### 준결승전 1
총 16개국이 본 준결승전에 참가할 예정이다. 오스트레일리아, 오스트리아, 프랑스, 스페인이 본 준결승전에 투표하게 된다.
| 순서 | 국가         | 언어             | 아티스트                    | 노래                           | 영어 해석                           | 순위 | 점수 |
| ---- | ------------ | ---------------- | --------------------------- | ------------------------------ | ----------------------------------- | ---- | ---- |
| 01   | 몰도바       | 영어             | 에두아르드 로마뉴타         | "I Want Your Love"             | —                                   | 11   | 41   |
| 02   | 아르메니아   | 영어             | 지니앨러지                  | "Face the Shadow"              | —                                   | 7    | 77   |
| 03   | 벨기에       | 영어             | 로이크 노테                 | "Rhythm Inside"                | —                                   | 2    | 149  |
| 04   | 네덜란드     | 영어             | 트린셰 오스터후이스         | "Walk Along"                   | —                                   | 14   | 33   |
| 05   | 핀란드       | 핀란드어         | 페르티 쿠리칸 니미패이배트  | "Aina mun pitää"               | I always have to                    | 16   | 13   |
| 06   | 그리스       | 영어             | 마리아 엘레나 키리아코우    | "One Last Breath"              | —                                   | 6    | 81   |
| 07   | 에스토니아   | 영어             | 엘리나 보른 & 스티그 래스타 | "Goodbye to Yesterday"         | —                                   | 3    | 105  |
| 08   | 북마케도니아 | 영어             | 다니엘 카이마코스키         | "Autumn Leaves"                | —                                   | 15   | 28   |
| 09   | 세르비아     | 영어             | 보야나 스타메노브           | "Beauty Never Lies"            | —                                   | 9    | 63   |
| 10   | 헝가리       | 영어             | 보기                        | "Wars for Nothing"             | —                                   | 8    | 67   |
| 11   | 벨라루스     | 영어             | 우자리 & 마이무나           | "Time"                         | —                                   | 12   | 39   |
| 12   | 러시아       | 영어             | 폴리나 가가리나             | "A Million Voices"             | —                                   | 1    | 182  |
| 13   | 덴마크       | 영어             | 안티 소셜 미디어            | "The Way You Are"              | —                                   | 13   | 33   |
| 14   | 알바니아     | 영어             | 엘하이다 다니               | "I'm Alive"                    | —                                   | 10   | 62   |
| 15   | 루마니아     | 루마니아어, 영어 | 볼타지                      | "De la capăt (All over Again)" | From the beginning (All over Again) | 5    | 89   |
| 16   | 조지아       | 영어             | 니나 수블라티               | "Warrior"                      | —                                   | 4    | 98   |

### 준결승전 2
총 17개국이 본 준결승전에 참가할 예정이다. 오스트레일리아, 독일, 이탈리아, 영국이 본 준결승전에 투표하게 된다.
| 순서 | 국가         | 언어         | 아티스트                               | 노래                           | 영어 해석                       | 순위 | 점수 |
| ---- | ------------ | ------------ | -------------------------------------- | ------------------------------ | ------------------------------- | ---- | ---- |
| 01   | 리투아니아   | 영어         | 모니카 링키테 & 바이다스 바우밀라      | "This Time"                    | —                               | 7    | 67   |
| 02   | 아일랜드     | 영어         | 몰리 스털링                            | "Playing with Numbers"         | —                               | 12   | 35   |
| 03   | 산마리노     | 영어         | 미켈레 페르니올라 & 아니타 시몬치니    | "Chain of Lights"              | —                               | 16   | 11   |
| 04   | 몬테네그로   | 몬테네그로어 | 크네즈                                 | "Adio"                         | Goodbye                         | 9    | 57   |
| 05   | 몰타         | 영어         | 앰버                                   | "Warrior"                      | —                               | 11   | 43   |
| 06   | 노르웨이     | 영어         | 묄란드 & 데브라 스칼렛                 | "A Monster Like Me"            | —                               | 4    | 123  |
| 07   | 포르투갈     | 포르투갈어   | 레오노르 안드라드                      | "Há um mar que nos separa"     | There's a sea that separates us | 14   | 19   |
| 08   | 체코         | 영어         | 마르타 얀도바 & 바츨라프 노이트 바르타 | "Hope Never Dies"              | —                               | 13   | 33   |
| 09   | 이스라엘     | 영어         | 나다브 구에즈                          | "Golden Boy"                   | —                               | 3    | 151  |
| 10   | 라트비아     | 영어         | 아미나타                               | "Love Injected"                | —                               | 2    | 155  |
| 11   | 아제르바이잔 | 영어         | 엘누르 휘세이노프                      | "Hour of the Wolf"             | —                               | 10   | 53   |
| 12   | 아이슬란드   | 영어         | 마리아 올라프스                        | "Unbroken"                     | —                               | 15   | 14   |
| 13   | 스웨덴       | 영어         | 몬스 셀멜뢰브                          | "Heroes"                       | —                               | 1    | 217  |
| 14   | 스위스       | 영어         | 멜라니 르네                            | "Time to Shine"                | —                               | 17   | 4    |
| 15   | 키프로스     | 영어         | 존 카라이아니스                        | "One Thing I Should Have Done" | —                               | 6    | 87   |
| 16   | 슬로베니아   | 영어         | 마라야                                 | "Here for You"                 | —                               | 5    | 92   |
| 17   | 폴란드       | 영어         | 모니카 쿠신스카                        | "In the Name of Love"          | —                               | 8    | 57   |

### 결승
| 출전순서 | 국가              | 언어             | 아티스트                          | 노래                           | 영어 해석          | 순위 | 점수 |
| -------- | ----------------- | ---------------- | --------------------------------- | ------------------------------ | ------------------ | ---- | ---- |
| 01       | 슬로베니아        | 영어             | 마라야                            | "Here for You"                 | —                  | 14   | 39   |
| 02       | 프랑스            | 프랑스어         | 리자 앙젤                         | "N'oubliez pas"                | Don't forget       | 25   | 4    |
| 03       | 이스라엘          | 영어             | 나다브 구에즈                     | "Golden Boy"                   | —                  | 9    | 97   |
| 04       | 에스토니아        | 영어             | 엘리나 보른 & 스티그 래스타       | "Goodbye to Yesterday"         | —                  | 7    | 106  |
| 05       | 영국              | 영어             | 일렉트로 벨벳                     | "Still in Love with You"       | —                  | 24   | 5    |
| 06       | 아르메니아        | 영어             | 지니앨러지                        | "Face the Shadow"              | —                  | 16   | 34   |
| 07       | 리투아니아        | 영어             | 모니카 링키테 & 바이다스 바우밀라 | "This Time"                    | —                  | 18   | 30   |
| 08       | 세르비아          | 영어             | 보야나 스타메노브                 | "Beauty Never Lies"            | —                  | 10   | 53   |
| 09       | 노르웨이          | 영어             | 묄란드 & 데브라 스칼렛            | "A Monster Like Me"            | —                  | 8    | 102  |
| 10       | 스웨덴            | 영어             | 몬스 셀멜뢰브                     | "Heroes"                       | —                  | 1    | 365  |
| 11       | 키프로스          | 영어             | 존 카라이아니스                   | "One Thing I Should Have Done" | —                  | 22   | 11   |
| 12       | 오스트레일리아    | 영어             | 가이 서배스천                     | "Tonight Again"                | —                  | 5    | 196  |
| 13       | 벨기에            | 영어             | 로이크 노테트                     | "Rhythm Inside"                | —                  | 4    | 217  |
| 14       | 오스트리아 (주최) | 영어             | 더 메이크메익스                   | "I Am Yours"                   | —                  | 26   | 0    |
| 15       | 그리스            | 영어             | 마리아 엘레나 키리아코우          | "One Last Breath"              | —                  | 19   | 23   |
| 16       | 몬테네그로        | 몬테네그로어     | 크네즈                            | "Adio"                         | Goodbye            | 13   | 44   |
| 17       | 독일              | 영어             | 안 소피                           | "Black Smoke"                  | —                  | 26   | 0    |
| 18       | 폴란드            | 영어             | 모니카 쿠신스카                   | "In the Name of Love"          | —                  | 23   | 10   |
| 19       | 라트비아          | 영어             | 아미나타                          | "Love Injected"                | —                  | 6    | 186  |
| 20       | 루마니아          | 루마니아어, 영어 | 볼타지                            | "De la capăt (All over Again)" | From the beginning | 15   | 35   |
| 21       | 스페인            | 스페인어         | 에두르네                          | "Amanecer"                     | Dawn               | 21   | 15   |
| 22       | 헝가리            | 영어             | 보기                              | "Wars for Nothing"             | —                  | 20   | 19   |
| 23       | 조지아            | 영어             | 니나 수블라티                     | "Warrior"                      | —                  | 11   | 51   |
| 24       | 아제르바이잔      | 영어             | 엘누르 휘세이노프                 | "Hour of the Wolf"             | —                  | 12   | 49   |
| 25       | 러시아            | 영어             | 폴리나 가가리나                   | "A Million Voices"             | —                  | 2    | 303  |
| 26       | 알바니아          | 영어             | 엘하이다 다니                     | "I'm Alive"                    | —                  | 17   | 34   |
| 27       | 이탈리아          | 이탈리아어       | 일 볼로                           | "Grande amore"                 | Great love         | 3    | 292  |

## 기타 참가국
유로비전 송 콘테스트에 참가하기 위해서는 유럽 방송 연맹에 가입해야 하며, 지리적 조건이 떨어져야 한다. 유럽 방송 연맹은 현재 참가가 가능한 56개국에 참가할 것을 부탁하는 초대장을 보냈으며, 지금까지 12개의 국가가 참가를 신청했다. 아래 국가는 참가하지 않았거나, 참가 여부가 불확실한 국가이다.

### 참가하지 않는 국가
- 안도라
- 보스니아 헤르체고비나
- 불가리아
- 크로아티아
- 레바논
- 룩셈부르크
- 모나코
- 모로코
- 슬로바키아
- 튀르키예
- 우크라이나
- 리히텐슈타인